# Gabriel Daniel
Gabriel Daniel, francoski jezuit in zgodovinar, * 8. februar 1649 † 1728.
Njegovo najpomembnejše delo je Histoire de France depuis l'établissement de la monarchie française, ki je doživela več izdaj.